# 阿布勒海爾

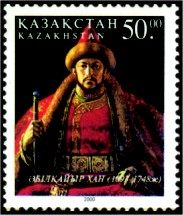
哈萨克斯坦共和国2001年發行的阿布勒海爾汗紀念郵票

阿布勒海爾汗（1693年—1748年），哈薩克汗國小玉茲可汗，是哈薩克汗國賈尼別克汗最小的兒子烏斯克的後裔，管理現在西哈萨克斯坦州一帶。他在頭克汗兒子博拉德汗死後即可汗位(他年青時曾在阿玉奇的宮廷作人質)。
在1722年，準噶爾入侵哈薩克汗國的大災難年代後，直到1730年反對準噶爾（他在頭克汗死後曾經當選可汗,但因為出身小玉茲被反對），他最著名一戰是在1729年安拉凱戰役大敗準噶爾部。
在18世紀開始，沙俄入侵哈薩克草原，阿布勒海爾汗外受準噶爾威脅，內遭哈伊甫王子(kaip)挑戰，在1730年發誓效忠俄羅斯(他的內附請求在同年9月8日受理)，受部眾強烈譴責，後死在與中玉茲巴拉克蘇丹的一場戰爭中。但在1731年10月10日，哈薩克長老大會的很大一部分發言贊成通過一項關於小朱茲自願加入俄羅斯帝國的法案。但根據2019年的一項研究，當時哈薩克人和俄羅斯官員都沒有把他們的關係看作是一種吞併形式，而只是一種聯盟。
他兒子努拉里是第一位受俄羅斯批准而不是小玉茲內部產生的可汗。